# گویش شاخناتی
گویش شاخناتی گویشی است که از زیر مجموعه‌های از گویش فارسی خراسانی می‌باشد که همانند گویش‌های دیگر به نسبت زبان رسمی کمتر دگرگون شده و از اینرو بسیاری از ویژگی‌های فارسی کهن را نگه داشته‌است. محمود رفیعی در مقدمه واژه‌نامه گویش بیرجند می‌نویسد که چون بیرجند در نزدیکی کویر و در منطقه‌ای کوهستانی واقع شده، در گذر تاریخ کمتر مورد تاخت و تاز و هجوم قرار گرفته و در نتیجه گویش آن نیز پاکیزه و دست نخورده باقی‌مانده‌است. غنای گویش شاخناتی در واژگان آن است. این گویش از لحاظ شمار واژه‌ها و تنوع آن‌ها یکی از گویش‌های پرمایه ی زبان فارسی است.

## گویشوران
در حدود پانزده هزار نفر در استان‌های سه‌گانه خراسان ، سیستان و بلوچستان، تهران، سمنان، البرز، اصفهان و کرمان به این گویش سخن می گویند.